# يافوخ الجنيح
يافُوخُ الجُنَيح أو الجُنَيحَى (بالإنجليزية: Pterion)‏، هي المنطقة التي يلتقي فيها العظم الجبهي، العظم الجداري، العظم الصدغي، والعظم الوتدي معاً. وتقع على جانبي الجمجمة خلف الصدغ مباشرة.

## التركيب
يقع يافوخ الجنيح في الحفرة الصدغية، حوالي 2.6 سم خلف و 1.3 سم فوق الجانب الخلفي الوحشي للدرز الوجني الجبهي، وهو يربط بين أربعة عظام:
- العظم الجداري.
- الجناح الكبير للعظم الوتدي.
- الجزء الصدفي للعظم الصدغي.
- العظم الجبهي.

حيث تلتقي هذه العظام الثلاثة عن طريق ثلاث دُّروزُ قِحْفِيِّة:
- الدَّرْزُ الوَتَدِيُّ الجِدارِيّ.
- الدرز الإكليلي.
- درز صدفي.

## الأهمية السريرية
من المعروف أن يافوخ الجُنيح هو أضعف جزء من الجمجمة. التفرع الأمامي من الشريان السحائي الأوسط يمر مباشرةً تحت يافوخ الجنيح، لذلك؛ أي أذية أو ضربة رضحية ليافوخ الجُنيح قد تُمزق الشريان السحائي الأوسط مما تسبب حدوث ورم دموي فوق الجافية. قد ينكسر يافوخ الجُنيح أيضاً بشكل غير مباشر عن طريق تلقي ضربات في أعلى أو خلف الرأس مما يضع قوة كافية على الجمجمة لكسر يافوخ الجُنيح.

## التسمية
تعود تسمية يافوخ الجنيح إلى جذور يونانية حيث تعني pteron جناح باليونانية. في الميثولوجيا الإغريقية، هيرميز رسول الآلهة، تمكن من الطيران بواسطة الصنادل المجنحة، وأجنحة على رأسه، والتي كانت معلقة في يافوخ الجُنيح.

## روابط خارجية
- شكل تشريحي: 22:01-04 على موقع مركز سوني دونستات الطبي (تشريح بشري عبر الإنترنت).
- Diagram - look for #24 (source here)